# Орляки
Орляки (рос. Орляки) — присілок Велізького району Смоленської області Росії. Входить до складу Будницького сільського поселення.
Населення — 3 особи (2007 рік). 